# SN 2003D
SN 2003D – supernowa typu Ia-pec odkryta 6 stycznia 2003 roku w galaktyce M-01-25-09. W momencie odkrycia miała maksymalną jasność 17,50m.